# Mike di Meglio
Mike di Meglio (Toulouse, 1988. január 17. –) francia motorversenyző.

## Karrierje

### 125 cm³
A Toulouse-i születésű, apai ágon olasz származású Mike di Meglio 2003-ban mutatkozhatott be a MotoGP nyolcadliteres kategóriájában. Bár szerzett néhány pontot, első szezonja afféle tipikus újoncév volt, sok kieséssel és pont nélküli versennyel. Szezon közben csapatot váltott, amikor Andrea Ballerini helyére hívták az utolsó öt versenyre, azonban az ő motorján egyetlen pontot sem tudott összegyűjteni. 2004-ben a Globet.com Apriliájával versenyzett Gino Borsoi csapattársaként. Rögtön az első versenyen, Dél-Afrikában több pontot szerzett, mint egy évvel korábban összesen, ugyanis a szezonnyitón ötödik helyen intették le. Ezt a helyezését többször nem tudta megismételni, de jóval többször sikerült pontszerző helyen célba érnie, mint 2003-ban.
2005-re tovább javult a teljesítménye, ugyanis ekkor már rendszeresen pontot tudott szerezni. Már Franciaországban majdnem dobogóra állhatott (negyedik lett), ez végül a brit nagydíjon sikerült neki. Katarban negyedikként zárt, majd a szezon csúcspontjaként sikerült megnyernie a török futamot. 2006 és 2007 nem sikerült igazán jól számára. 2006-ban mindössze négyszer tudott pontot szerezni, akkor is összesen csak nyolcat, de 2007-ben sem történt sokkal nagyobb előrelépés a negyvenegy szerzett ponttal.
2008-ra az Ajo Motorsporthoz került Dominique Aegerter mellé. Ebben az évben a korábbiaknál, amikor egyszer sem tudott a legjobb tíz közé beférkőzni év végén, sokkal jobban teljesített. Bár az első három futamon nem győzött, és nem is állhatott dobogóra, a következő nyolc helyszínen háromszor volt második, és háromszor győzni is tudott. Később még háromszor állhatott dobogóra (egyszer-egyszer mindegyik fokra), év végén pedig 264 ponttal megszerezte pályafutása első világbajnoki címét, harminckilenc ponttal megelőzve az olasz Simone Corsit.

### 250 cm³ - Moto2
2009-ben, rögtön világbajnoki címe után felkerült az utolsó évét író 250-es géposztályba. Igaz, hogy négy versenyt is feladni kényszerült, emellett viszont kétszer dobogóra állhatott, valamint szerzett egy pole-pozíciót, és kiegyensúlyozott teljesítményének köszönhetően kompenzálni tudta a kieséseket, és nyolcadik lett. Ez volt utolsó sikeresebb éve, ugyanis 2010-től, a Moto2 létrejöttével kezdtek elmaradozni di Meglio eredményei. 2013-ig versenyzett az új középső kategóriában, ezalatt néhány top 10-es eredményre futotta csak erejéből, és egyik alkalommal sem végzett a huszadik helynél előrébb az év végi összesítésben.

### MotoGP
2014-től a királykategóriában versenyez, az Avintia Racing színeiben. Első évében kilenc pontot szerzett, legjobb eredménye egy tizenkettedik hely volt.
2015-re az alakulat megtartotta és ugyanúgy egy Ducati GP14-gyel versenyzett. Eggyel kevesebb pontot szerzett, de így is egy helyet előrébb lépett a végelszámolásnál, így 24. lett. Ezt követően a csapat honfitársát, Loris Bazt igazolta le a helyére.

### Endurance
A MotoGP-ből való távozása után az egyre több figyelmet kapó, motoros Hosszútávú-világbajnokságba igazolt (FIM EWC) a Yamaha által felkészített GMT94-es csapathoz, váltótársai Niccolò Canepa és David Checa voltak. A trió győzött Le Mans-ban, Oscherslebenben és a Slovakiraingen is, ezzel pedig megnyerték a gyártók bajnokságát. Mivel di Meglio csak a szezonnyitó, Bol d'Or után csatlakozott a gárdához, így a versenyzők között csak az 5. lett összetettben.
A 2017–18-as kiírásra is maradt a felállás és egy győzelemmel a Bol d'Or-on az összetett ezüstérmesei lettek az FCC TSR Honda mögött. 
2018–19-re utóbbi gárdához igazolt, ezzel együtt Yamaháról Hondára ült át Alan Techer helyére, Joshua Hook és Freddy Foray partnereként. Összességében két diadallal 2. helyen rangsorolták őket a végén a Team SRC Kawasaki mögött.
Egy idénnyel később a nyitány Bol d'Or-on, a Paul Ricard aszfaltcsíkon kiestek és csak egy győzelmet gyűjtöttek Le Mans-ban. Az Estoril 12 óráson nagy csatában másodikak lettek a YART - Yamaha mögött.
2021-ben csak Estorilban zártak az élen, emellett kétszer is kiestek. 2022-ben két harmadik hellyel az utolsó versenyig csatában, összejött a bajnoki cím.

### MotoE
2018 végén megerősítették, hogy 2019-re a Marc VDS alkalmazza az első szezonját kezdő, vadonatúj, elektromos MotoE-világkupába. A német nyitányon dobogós harmadik helyezést ért el, amit egy ausztriai triplázás követett (pole-pozíció, győzelem, leggyorsabb kör). Ezt követően kiesett és már nem végzett a legjobb három között és a 6. lett összetettben.
2020-ban majdnem minden fordulón pontot gyűjtött és az utolsó két francia versenyen második lett.

## Statisztika
| Év       | Géposztály | Csapat                      | Motor       | Versenyek | Győzelem | Dobogó | Pole | Leggyorsabb kör | Pont | Hely |
| -------- | ---------- | --------------------------- | ----------- | --------- | -------- | ------ | ---- | --------------- | ---- | ---- |
| 2003     | 125 cm³    | Freesoul Racing Team        | Aprilia     | 10        | 0        | 0      | 0    | 0               | 5    | 28.  |
| 2003     | 125 cm³    | MetaSystem Rg Service       | Honda       | 5         | 0        | 0      | 0    | 0               | 0    | 28.  |
| 2004     | 125 cm³    | Globet.com Racing           | Aprilia     | 14        | 0        | 0      | 0    | 0               | 41   | 18.  |
| 2005     | 125 cm³    | Kopron Racing World         | Honda       | 16        | 1        | 2      | 0    | 0               | 104  | 11.  |
| 2006     | 125 cm³    | FFM Honda GP 125            | Honda       | 14        | 0        | 0      | 0    | 0               | 8    | 25.  |
| 2007     | 125 cm³    | Kopron Team Scot            | Honda       | 15        | 0        | 0      | 0    | 0               | 42   | 17.  |
| 2008     | 125 cm³    | Ajo Motorsport              | Derbi       | 17        | 4        | 9      | 2    | 4               | 264  | 1.   |
| 2009     | 250 cm³    | Mapfre Aspar team           | Aprilia     | 16        | 0        | 2      | 1    | 0               | 107  | 8.   |
| 2010     | Moto2      | Bancaja Aspar Racing Team   | RSV         | 16        | 0        | 0      | 0    | 0               | 34   | 20.  |
| 2010     | Moto2      | Bancaja Aspar Racing Team   | Suter       | 16        | 0        | 0      | 0    | 0               | 34   | 20.  |
| 2011     | Moto2      | Tech 3 Racing               | Tech 3      | 17        | 0        | 0      | 0    | 0               | 30   | 23.  |
| 2012     | Moto2      | Speed Master Speed Up       | Speed Up    | 16        | 0        | 0      | 0    | 0               | 17   | 22.  |
| 2012     | Moto2      | Cresto Guide MZ Racing Team | MZ-RE Honda | 16        | 0        | 0      | 0    | 0               | 17   | 22.  |
| 2012     | Moto2      | Kiefer Racing               | Kalex       | 16        | 0        | 0      | 0    | 0               | 17   | 22.  |
| 2013     | Moto2      | JiR                         | Motobi      | 10        | 0        | 0      | 0    | 0               | 19   | 20.  |
| 2014     | MotoGP     | Avintia Racing              | Avintia     | 18        | 0        | 0      | 0    | 0               | 9    | 25.  |
| 2015     | MotoGP     | Avintia Racing              | Ducati      | 18        | 0        | 0      | 0    | 0               | 8    | 24.  |
| 2019     | MotoE      | EG 0,0 Marc VDS             | Energica    | 6         | 1        | 2      | 1    | 1               | 63   | 5.   |
| 2020     | MotoE      | EG 0,0 Marc VDS             | Energica    | 7         | 0        | 2      | 0    | 0               | 75   | 4.   |
| Összesen | Összesen   | Összesen                    | Összesen    | 215       | 6        | 17     | 4    | 5               | 826  |      |

### Teljes MotoGP-eredménylistája
(Táblázat értelmezése)

(Félkövér: pole-pozícióból indult; dőlt: leggyorsabb kört futott) 

| Év   | Géposztály | Motor       | 1      | 2      | 3       | 4       | 5       | 6      | 7      | 8      | 9      | 10     | 11     | 12     | 13     | 14     | 15     | 16     | 17     | 18     | Helyezés | Pont |
| ---- | ---------- | ----------- | ------ | ------ | ------- | ------- | ------- | ------ | ------ | ------ | ------ | ------ | ------ | ------ | ------ | ------ | ------ | ------ | ------ | ------ | -------- | ---- |
| 2003 | 125 cm³    | Aprilia     | JPN 22 | RSA 22 | SPA 28  | FRA 17  | ITA Ki  | CAT 13 | NED 19 | GBR 15 | GER Ki | CZE 15 | POR    |        |        |        |        |        |        |        | 28.      | 5    |
| 2003 | 125 cm³    | Honda       |        |        |         |         |         |        |        |        |        |        |        | BRA Ki | PAC Ki | MAL 22 | AUS Ki | VAL Ki |        |        | 28.      | 5    |
| 2004 | 125 cm³    | Aprilia     | RSA 5  | SPA Ki | FRA Ki  | ITA Ki  | CAT 8   | NED 12 | BRA 12 | GER Ki | GBR 15 | CZE 24 | POR 11 | JPN Ki | QAT    | MAL 17 | AUS 8  | VAL    |        |        | 18.      | 41   |
| 2005 | 125 cm³    | Honda       | SPA 11 | POR 11 | CHN 20  | FRA 4   | ITA Ki  | CAT 16 | NED 14 | GBR 2  | GER Ki | CZE 7  | JPN 11 | MAL 11 | QAT 4  | AUS 14 | TUR 1  | VAL Ki |        |        | 11.      | 104  |
| 2006 | 125 cm³    | Honda       | SPA 21 | QAT Ki | TUR Ki  | CHN 15  | FRA 27  | ITA Ki | CAT 18 | NED 13 | GBR 16 | GER    | CZE 13 | MAL Ki | AUS 15 | JPN Ki | POR Ki | VAL    |        |        | 25.      | 8    |
| 2007 | 125 cm³    | Honda       | QAT 14 | SPA    | TUR     | CHN 14  | FRA 9   | ITA Ki | CAT 19 | GBR 6  | NED Ki | GER 15 | CZE 20 | RSM 13 | POR 16 | JPN 4  | AUS 14 | MAL 14 | VAL 23 |        | 17.      | 42   |
| 2008 | 125 cm³    | Derbi       | QAT 4  | SPA 9  | POR 7   | CHN 2   | FRA 1   | ITA 4  | CAT 1  | GBR 2  | NED 7  | GER 1  | CZE 2  | RSM Ki | IND 10 | JPN 2  | AUS 1  | MAL 5  | VAL 3  |        | 1.       | 264  |
| 2009 | 250 cm³    | Aprilia     | QAT 3  | JPN Ki | SPA 11  | FRA Ki  | ITA 12  | CAT 14 | NED 11 | GER Ki | GBR 5  | CZE 9  | IND 4  | RSM 5  | POR 2  | AUS 5  | MAL Ki | VAL 14 |        |        | 8.       | 107  |
| 2010 | Moto2      | RSV         | QAT 16 | SPA 22 |         |         |         |        |        |        |        |        |        |        |        |        |        |        |        |        | 20.      | 34   |
| 2010 | Moto2      | Suter       |        |        | FRA 20  | ITA Ki  | GBR 7   | NED 8  | CAT Ki | GER Ki | CZE 20 | IND 12 | RSM Ki | ARA 13 | JPN 18 | MAL 26 | AUS 6  | POR Nk | VAL 26 |        | 20.      | 34   |
| 2011 | Moto2      | Tech 3      | QAT 19 | SPA 26 | POR 9   | FRA Ki  | CAT Ki  | GBR 17 | NED Ki | ITA 24 | GER 16 | CZE 15 | IND 27 | RSM 16 | ARA 12 | JPN 27 | AUS 9  | MAL 14 | VAL 7  |        | 23.      | 30   |
| 2012 | Moto2      | Speed Up    | QAT 7  | SPA Ki | POR Ki  | FRA Ki  | CAT Ki  | GBR 18 | NED 15 | GER    |        |        |        |        |        |        |        |        |        |        | 22.      | 17   |
| 2012 | Moto2      | MZ-RE Honda |        |        |         |         |         |        |        |        | ITA 22 | IND 24 | CZE 16 |        |        |        |        |        |        |        | 22.      | 17   |
| 2012 | Moto2      | Kalex       |        |        |         |         |         |        |        |        |        |        |        | RSM 18 | ARA 13 | JPN 14 | MAL Ki | AUS 14 | VAL 28 |        | 22.      | 17   |
| 2013 | Moto2      | Motobi      | QAT 16 | AME 10 | SPA 19  | FRA 7   | ITA 18  | CAT 12 | NED Ki | GER 24 | IND 20 | CZE Ki | GBR    | RSM    | ARA    | MAL    | AUS    | JPN    | VAL    |        | 20.      | 19   |
| 2014 | MotoGP     | Avintia     | QAT 17 | AME 18 | ARG 19  | SPA Ki  | FRA 19  | ITA 18 | CAT Ki | NED 20 | GER 22 | IND 12 | CZE 18 | GBR 20 | RSM Ki | ARA 17 | JPN 19 | AUS 14 | MAL 13 | VAL 21 | 25.      | 9    |
| 2015 | MotoGP     | Ducati      | QAT 19 | AME Ki | ARG 18  | SPA 22  | FRA Ki  | ITA 16 | CAT 14 | NED 18 | GER Ki | IND 17 | CZE 18 | GBR 14 | RSM 13 | ARA 20 | JPN 15 | AUS 20 | MAL 18 | VAL Ki | 24.      | 8    |
| 2019 | MotoE      | Energica    | GER 3  | AUT 1  | RSM1 Ki | RSM2 10 | VAL1 10 | VAL2 6 |        |        |        |        |        |        |        |        |        |        |        |        | 5.       | 63   |
| 2020 | MotoE      | Energica    | SPA 10 | ANC 7  | RSM 6   | EMI1 Ki | EMI2 6  | FRA1 2 | FRA2 2 |        |        |        |        |        |        |        |        |        |        |        | 4.       | 75   |

### Teljes FIM Endurance World Championship eredménylistája
| Év      | Csapat        | Motor  | 1      | 2      | 3      | 4      | 5      | Helyezés | Pont  |
| ------- | ------------- | ------ | ------ | ------ | ------ | ------ | ------ | -------- | ----- |
| 2016–17 | GMT94 Yamaha  | Yamaha | BOL    | LMS 1  | OSC 1  | SVK 1  | SUZ 11 | 5.       | 133   |
| 2017–18 | GMT94 Yamaha  | Yamaha | BOL 1  | LMS 7  | SVK 2  | OSC 3  | SUZ 6  | 2.       | 158,5 |
| 2018–19 | FCC TSR Honda | Honda  | BOL 1  | LMS 16 | SVK 3  | OSC 1  | SUZ 4  | 2.       | 137,5 |
| 2019–20 | FCC TSR Honda | Honda  | BOL Ki | SEP 12 | LMS 1  | EST 2  |        | 3.       | 143,5 |
| 2021    | FCC TSR Honda | Honda  | LMS 6  | EST 1  | BOL Ki | CZE Ki |        | 5.       | 91    |
| 2022    | FCC TSR Honda | Honda  | LMS 3  | SPA 3  | BOL 10 | SUZ 4  |        | 1.       | 154   |